# Der Fuchs (Fernsehserie)
Der Fuchs ist eine deutsche Kriminalserie der Regisseure Hans Liechti, Ute Wieland und Volker Maria Arend, die ab 1989 erstausgestrahlt wurde.

## Handlungsrahmen
Protagonistin der Kriminalserie ist eine junge Frau, die mit Unterstützung ihrer Mutter, der Fürstin Takacz-Alambary, Verbrechen von internationaler Bedeutung verhindert oder aufklärt. Gegenspieler ist dabei der Kriminelle „La Tête“. Hilfe erfährt sie dabei jedoch gelegentlich vom sympathischen Ganoven Adam, zu dem regelmäßig eine amouröse Beziehung angedeutet wird. 

## Episoden
1. Kronjuwelen stiehlt man nicht.
2. Ein Tizian kommt selten allein.
3. Für Schmetterlinge und andere Tiere.
4. Handkuß unter freiem Himmel.
5. Geknickte Rosen und gefälschte Bütten.
6. Blaues Blut und keine Kohlen.
7. Schach und Rauch.
8. Die Stunde des Spielers.
9. Aus Kleidern rieselt der Schnee.
10. Teelöffel und Staatsfinanzen.
11. Nur Schlangen sind gefährlicher.
12. Das Weltall spuckt 'ne Dame aus.